# Fragen-Matrix
Eine Fragen-Matrix oder Item-Batterie bezeichnet in schriftlichen Umfragen mehrere Fragen mit einem identischen Satz von Antwortmöglichkeiten. 

## Allgemein
Die Antworten in einer solchen Matrix können sowohl eine skalare Wertung (wie zum Beispiel Schulnoten) wie auch zuzuordnende absolute Eigenschaften umfassen. Die Teilfragen (Matrixfragen) werden untereinander aufgeführt und bilden mit den Antwortmöglichkeiten, die in der Regel oben von links nach rechts aufgeführt werden, eine Matrix. In dieser werden dann zu jeder Frage (Zeile) eine oder mehrere Antwortmöglichkeiten angekreuzt.

### Beispiel einer Fragen-Matrix mit skalierter Antwort
| Ich habe an dieser Sportart | großes Interesse | Interesse | geringes Interesse | kein Interesse |
| Fußball                     |                  | X         |                    |                |
| Handball                    | X                |           |                    |                |
| Basketball                  |                  |           | X                  |                |
| Volleyball                  |                  | X         |                    |                |

Bei solchen Tabellen wird in jeder Zeile eine zutreffende Antwort angekreuzt, die die Meinung des Befragten zu den verschiedenen Sportarten wiedergibt.

### Beispiel einer Fragen-Matrix mit nicht exklusiven nominalen Antworten
| Dieser Politiker besitzt | Wirtschaftskompetenz | Bildungskompetenz | Sozialkompetenz | außenpolitische Kompetenz |
| Müller                   |                      | X                 | X               |                           |
| Meyer                    |                      |                   |                 | X                         |
| Schulze                  | X                    |                   |                 |                           |
| Schmidt                  | X                    |                   |                 | X                         |

In solchen Tabellen kann – je nach Fragestellung – eine oder mehrere Antwort(en) angegeben werden. In diesem Beispiel also je nach der Einschätzung des Befragten, welcher Politiker welche Kompetenz (am ausgeprägtesten) besitzt. Gelegentlich gibt es bei derartigen Fragen die Möglichkeit, gar keine Antwort anzugeben. Dies wird jedoch meist durch eine zusätzliche Spalte „Keine/r/s der Genannten“ klargestellt.

## Einordnung
Die Fragen-Matrix gilt generell als eine effiziente Form der Fragestellung, da sie auf einem Papier oder einem Bildschirm wenig Platz einnimmt. Obendrein muss ein Befragter die grundsätzliche Fragestellung nur einmal lesen und spart somit Zeit.
Diese Effektivität der Fragen-Matrix bei Umfragen ist allerdings umstritten.